# Музей Павліковських
Музей Павліковського — колекції, зібрані протягом понад 100 років чотирма поколіннями родини Павліковських: Юзефом Бенедиктом Павліковським (1770-1830) — мером Перемишля, Юзефом Гвальбертом Павліковським (1793—1852), Мечиславов Павліковським (1834-1903) та Яном Гвальбертом Павліковським (1860-1939).
У 1849—1895 роках колекція зберігалася в Домініканському монастирі у Львові, потім була перенесена в будівлю на вулиці Третього травня, 5, де Ян Гвальберт Павліковський збудував окремий павільйон і бібліотеку[джерело?].
Колекція складала 21 503 друкованих книг у близько 26 000 томах, 271 рукопис, 4270 автографів, 720 карт і понад 24 000 одиниць графіки. У 1921 році, коли останній передав колекцію на вічне зберігання до Оссолінеуму. Колекція графічних творів, що складалася виключно полоністику, частково зібрану на замовлення Гвальберта Павліковського для документування польського минулого, сформувала одну з найцінніших та найунікальніших колекцій в країні.
Ще з ХІХ століття саме вони залишалися у сфері зацікавлення науковців та громадськості, і саме їм були присвячені дослідження та розвідки, починаючи від серії статей Каєтана Келісінського в «Orędownik Naukowy» у 1840-1841 роках, який залишив оповідь про бібліотеку для когось іншого, "краще з нею ознайомленого", та Генрика Шмітта, який пописав збірку у рамках серії з кількох десятків випусків під назвою "Про наукові та мистецькі збірки покійного Гвальберта Павліковського, що знаходяться у Львові", надрукованої у "Czas" у 1856-1857 роках. Мета дорбку Шмітта - представити історію колекції Павліковських з точки зору колекціонування книг і дати її коротку характеристику.
Особливо цікавими є народні дереворити з колекції Юзефа Ґвальберта Павліковського. Дана колекція створена у 1830-50 роках, коли ще творили  останні дереворити, які поширювали свої твори серед сільського населення.